# Parc éolien du Lomont
Le parc éolien du Lomont est implanté sur la chaîne du Lomont, dans le nord du Doubs en France. Il est composé de 20 éoliennes (26 pour 2018) de différents types installées par différentes sociétés cumulant une puissance de 44 MW. Mis en service en 2007, c'est le premier parc éolien de la région Franche-Comté et le seul en activité jusqu’en 2017. Il sert de base au bassin éolien des « Dames du Doubs » construit de 2015 à 2018 autour du parc primitif pour une puissance totale de 180 MW.

## Situation
Le parc éolien se situe à la limite du Haut-Doubs plus précisément sur la chaîne du Lomont traversant la région franc-comtoise d’est en ouest. Le parc est réparti sur sept communes : Vyt-lès-Belvoir, Valonne, Solemont, Feule, Vellerot-lès-Belvoir, Rahon et Crosey-le-Grand, toutes situées sur le versant sud du Lomont,.
Cette chaîne de montagnes est un site privilégié pour l’implantation d’un parc éolien en raison d'une bonne exposition aux vents dominants mais aussi pour l’acheminement de la production électrique au poste de transformation EDF de Dambelin (appelé PT Lomont) situé sur le versant nord de la chaîne, à moins de deux kilomètres du parc.
Placé en crête à une altitude variant de 730 mètres à 820 mètres du niveau de la mer, le parc est visible sur de très grandes distances jusqu’aux Alpes bernoises (au sud-est). En France, sur les 374 parcs éoliens répartis sur le territoire en 2007, 49 sont des parcs de la société Vestas, parmi lesquels 10 accueillent ce modèle d’éoliennes danoises V90/2000.

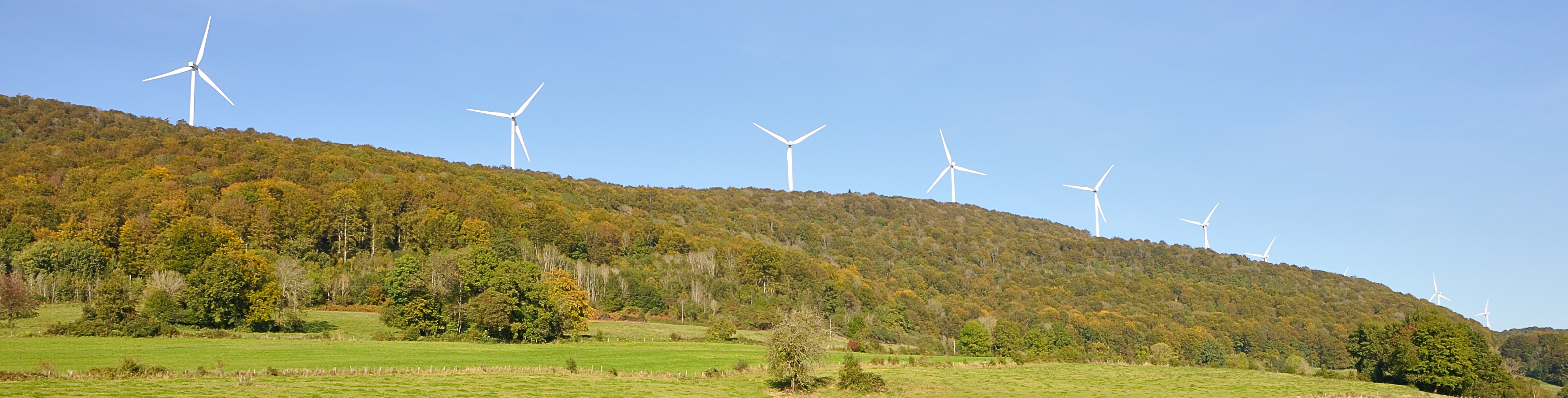
Vue panoramique du parc éolien.

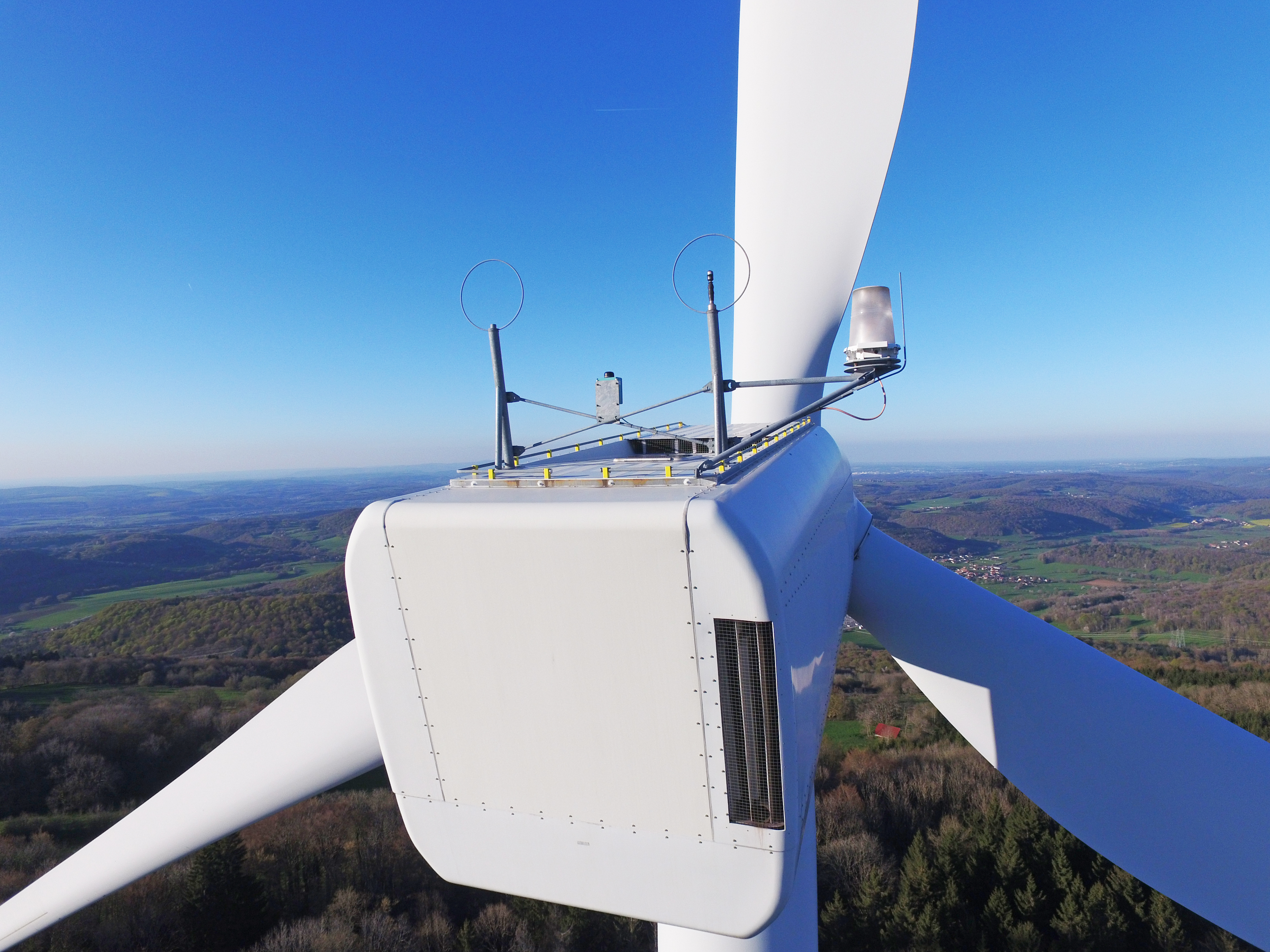
Vue arrière d'une éolienne.
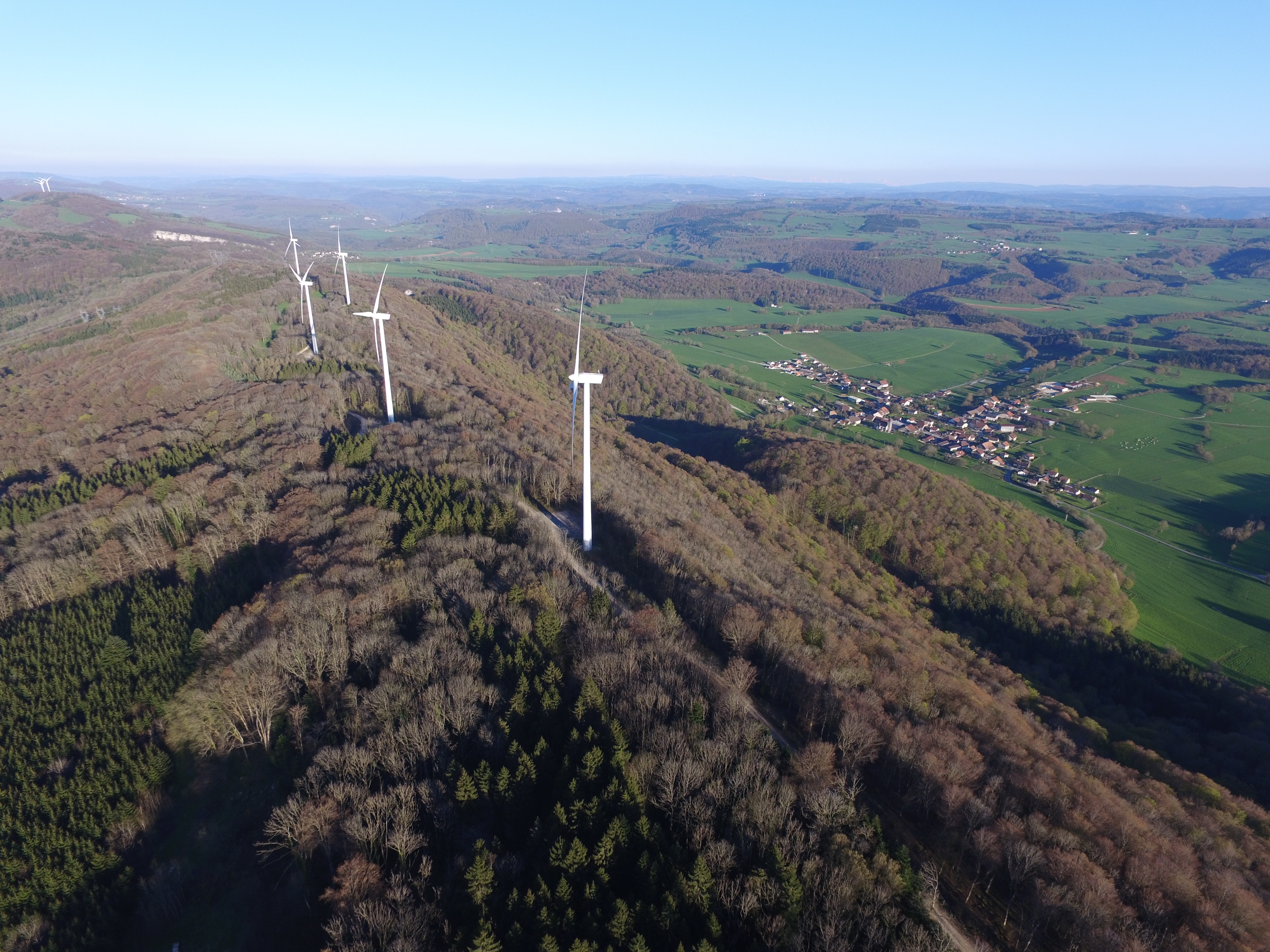
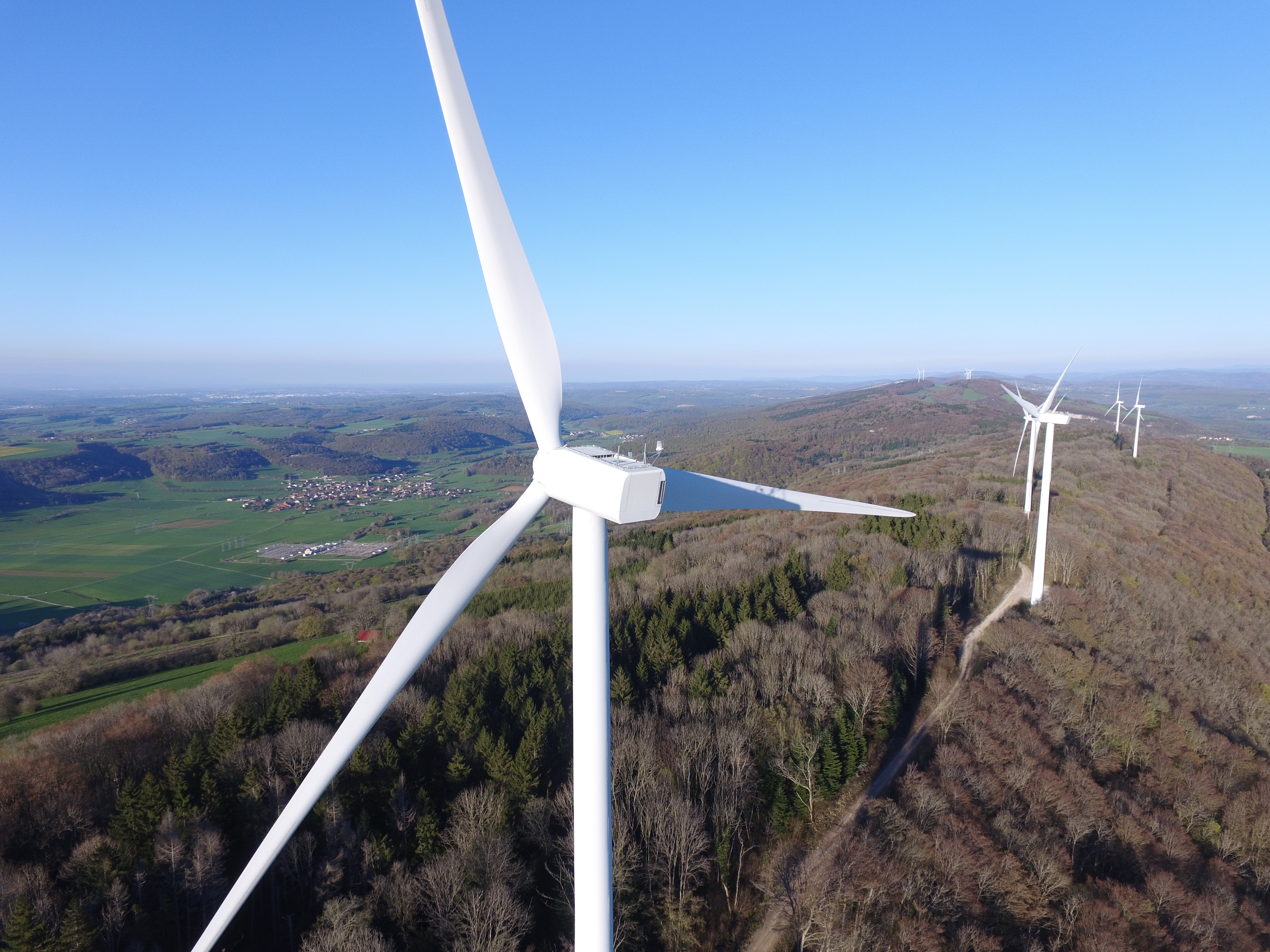

## Histoire
Ce parc, comportant initialement 15 éoliennes, a été développé depuis 2002 et construit par la société EOLE-RES. Le projet connait une vive opposition après une enquête publique menée en 2004 notamment en raison de l'impact potentiel sur les chauves-souris. Le permis de construire est accordé le 22 février 2005 par la préfecture du Doubs. La mise en service du parc est effectuée en décembre 2007. Il est alors le premier parc éolien de Franche-Comté.
Cinq nouvelles éoliennes sont mises en service en octobre 2015 par Velocita Energies. Six machines supplémentaires doivent encore compléter le parc en 2018. 43 autres appareils cumulant une puissance de 120 MW doivent être construites et gérées par General Electric dans les environs. La construction de ce nouveau parc dit « les Dames du Doubs » débutera en 2016 pour une mise en service en 2017. Ce nouveau bassin éolien, dont le parc du Lomont fait partie, doit devenir le plus important de France avec 150 MW cumulés, en plus du parc primitif de 2007 (30 MW) pour une puissance totale de 180 MW produite dans le Doubs central.

## Description
Il est composé de 20 éoliennes dont 15 Vestas V90/2000 de 2 MW chacune ce qui fait donc 30 MW. La hauteur au sol au sommet des pales des éoliennes excède les 125 mètres ce qui fait donc une pale de 45 mètres et un diamètre de rotor (hauteur des 3 pales assemblées de haut en bas) de 90 mètres. La hauteur du mât où est posée la nacelle de l’éolienne varie suivant le relief mais elle avoisine les 80 mètres.
Les 5 autres éoliennes GE Wind Energy 2.75–120 sont plus grandes et plus puissantes (2,8 MW chacune) portant la puissance totale du parc à 44 MW,.

## Production
Selon son constructeur, le parc éolien (dans sa configuration de 2007) produit environ 61 GWh par an. Il peut fournir de l’électricité pour environ 24 600 habitants (source The Wind Power) ce qui suffirait à alimenter les trois quarts de Montbéliard et ses environs (sans les zones industrielles).